# Arkéa-B&B Hotels/2024
Deze pagina geeft een overzicht van de Arkéa-B&B Hotels-wielerploeg in 2024.

## Algemene gegevens
Teammanager: Emmanuel Hubert
Ploegleiders: Arnaud Gérard, Yvon Ledanois, Mickaël Leveau, Frederic Ostian, Kévin Rinaldi, Didier Rous
Coach: Jimmy Turgis
Fietsmerk: Bianchi
Kleding: EKOÏ

## Renners
| Naam                | Geboortedatum | Nationaliteit       | Ploeg 2023               |
| ------------------- | ------------- | ------------------- | ------------------------ |
| Vincenzo Albanese   | 12-11-1996    | Italië              | EOLO-Kometa              |
| Louis Barré         | 06-04-2000    | Frankrijk           |                          |
| Jenthe Biermans     | 30-10-1995    | België              |                          |
| Amaury Capiot       | 25-06-1993    | België              |                          |
| Clément Champoussin | 29-05-1998    | Frankrijk           |                          |
| Ewen Costiou        | 10-11-2002    | Frankrijk           |                          |
| David Dekker        | 02-02-1998    | Nederland           |                          |
| Anthony Delaplace   | 11-09-1989    | Frankrijk           |                          |
| Arnaud Démare       | 26-08-1991    | Frankrijk           |                          |
| Raúl García Pierna  | 23-02-2001    | Spanje              | Equipo Kern Pharma       |
| Élie Gesbert        | 01-07-1995    | Frankrijk           |                          |
| Donavan Grondin     | 26-09-2000    | Frankrijk           |                          |
| Thibault Guernalec  | 31-07-1997    | Frankrijk           |                          |
| Simon Guglielmi     | 01-07-1997    | Frankrijk           |                          |
| Laurens Huys        | 24-09-1998    | België              | Intermarché-Circus-Wanty |
| Mathis Le Berre     | 16-04-2001    | Frankrijk           |                          |
| Kévin Ledanois*     | 13-07-1993    | Frankrijk           |                          |
| Matis Louvel        | 19-07-1999    | Frankrijk           |                          |
| Daniel McLay        | 03-01-1992    | Verenigd Koninkrijk |                          |
| Luca Mozzato        | 15-02-1998    | Italië              |                          |
| Łukasz Owsian       | 24-02-1990    | Polen               |                          |
| Michel Ries         | 11-03-1998    | Luxemburg           |                          |
| Alan Riou           | 02-04-1997    | Frankrijk           |                          |
| Cristián Rodríguez  | 03-03-1995    | Spanje              |                          |
| Miles Scotson       | 18-01-1994    | Australië           | Groupama-FDJ             |
| Florian Sénéchal    | 10-07-1993    | Frankrijk           | Soudal-Quick Step        |
| Pierre Thierry **   | 31-05-2003    | Frankrijk           | Morbihan Fybolia GOA     |
| Kévin Vauquelin     | 26-04-2001    | Frankrijk           |                          |
| Clément Venturini   | 16-10-1993    | Frankrijk           | AG2R-Citroën             |
| Alessandro Verre    | 17-11-2001    | Italië              |                          |

*tot 15/8
** vanaf 1/9

### Vertrokken
| Naam            | Geboortedatum | Nationaliteit | Ploeg 2024                 |
| --------------- | ------------- | ------------- | -------------------------- |
| Warren Barguil  | 28-10-1991    | Frankrijk     | Team DSM-Firmenich         |
| Maxime Bouet    | 03-11-1986    | Frankrijk     | Gestopt                    |
| Nacer Bouhanni  | 25-07-1990    | Frankrijk     | Gestopt                    |
| Nicolas Edet    | 01-12-1987    | Frankrijk     | ?                          |
| Hugo Hofstetter | 13-02-1994    | Frankrijk     | Israel-Premier Tech        |
| Laurent Pichon  | 19-07-1986    | Frankrijk     | Gestopt                    |
| Andrii Ponomar  | 05-09-2002    | Oekraïne      | Team Corratec-Selle Italia |
| Clément Russo   | 20-01-1995    | Frankrijk     | Groupama-FDJ               |

## Overwinningen

### Veldrijden
| Franse kampioenschappen veldrijden: Clément Venturini |

### Wegwielrennen
| Ster van Bessèges 5e etappe (ITT): Kévin Vauquelin Jongerenklassement: Kévin Vauquelin Ronde van Oman 4e etappe: Amaury Capiot Bredene Koksijde Classic Luca Mozzato Route Adélie de Vitré Jenthe Biermans Région Pays de la Loire Tour 2e etappe: Ewen Costiou Ronde van Frankrijk 2e etappe: Kévin Vauquelin Ronde van de Ain Bergklassement: Rémi Lelandais | Ronde van Poitou-Charentes in Nouvelle-Aquitaine 4e etappe: Arnaud Démare Ronde van Toscane Clément Champoussin Parijs-Chauny Arnaud Démare |  |

Alpecin-Deceuninck · Arkéa-B&B Hotels · Astana Qazaqstan · Bahrain Victorious · BORA-hansgrohe · Cofidis · Decathlon AG2R La Mondiale · EF Education-EasyPost · Groupama-FDJ · INEOS Grenadiers · Intermarché-Wanty · Lidl-Trek · Movistar Team · Soudal Quick-Step · dsm-firmenich PostNL · Jayco AlUla · UAE Team Emirates · Visma-Lease a Bike
Mannen: 2005 · 2006 · 2007 · 2008 · 2009 · 2010 · 2011 · 2012 · 2013 · 2014 · 2015 · 2016 · 2017 · 2018 · 2019 · 2020 · 2021 · 2022 · 2023 · 2024 · 2025
Vrouwen: 2020 · 2021 · 2022 · 2023 · 2024 · 2025